# Le Patient 1167
 (novembre 2009).
Si vous disposez d'ouvrages ou d'articles de référence ou si vous connaissez des sites web de qualité traitant du thème abordé ici, merci de compléter l'article en donnant les références utiles à sa vérifiabilité et en les liant à la section « Notes et références ».
Le Patient 1167 est le premier tome de la série de bande dessinée L'Ultime Chimère, écrit par Laurent-Frédéric Bollée et dessiné par Griffo et Héloret, paru le 11 mars 2008. Le premier tirage était de 25 000 exemplaires, dont 13 500 vendus au bout de trois mois[réf. nécessaire].

## Résumé
Au XXVIe siècle av. J.-C., en plein désert végétal de Syrie, un vieux berger veillant sur le troupeau contemple au ciel deux objets célestes tomber à grandes vitesses avant d’être frappé par la terrible onde de choc. Curieux de savoir ce qui a bien pu s’écraser de la sorte, il s’approche là où l’étrange phénomène a eu lieu et assiste à un événement plutôt inattendu, mais extraordinaire…
Nous sommes au XXIIe siècle, précisément en l’an 2129. La jeune psychiatre suédoise Léna Ekström découvre que le patient 1167, Morgan Shepherd, enfermé pour le meurtre présumé d’une femme et d’un enfant, cache un mystère…

## Analyse
Laurent-Frédéric Bollée a commencé à écrire cette partie de l’histoire au premier semestre 2005.

### Clins d’œil

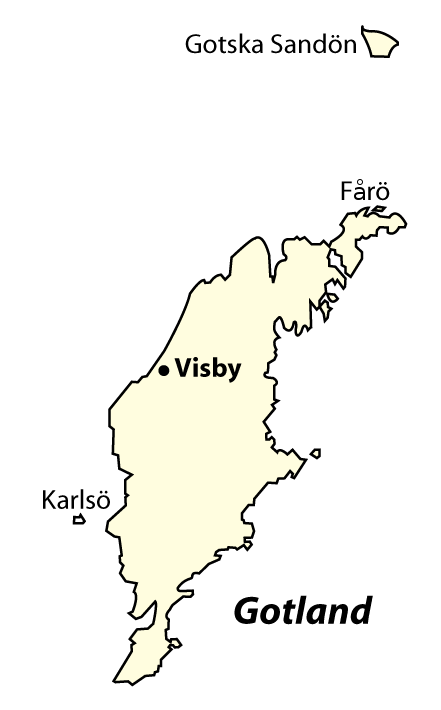
Carte de Gotland où travaille Léna Ekström à l’asile psychiatrique

Le scénariste avait tout d’abord songé à intituler cet album L’Étrange Cas de Morgan Shepherd, en référence à la nouvelle The Strange Case of John Kingman de Murray Leinster, mais ne voulait que deux mots simples — un article et un substantif — pour chaque titre d’épisode. Ce fut finalement Le Patient 1167 même si cela paraît un petit peu long.
Le nombre 1167 n’a pas été choisi au hasard : il vient du « numéro affecté à un prisonnier anglais, James Kelly, interné au Broadmoor Criminal Lunatic Asylum en 1888 et qui, selon certains, pourrait être Jack l'Éventreur… »
Les scènes se déroulant dans l’asile psychiatrique sur l’île suédoise de Gotland sont inspirées par le film de James Cameron Terminator 2 : le Jugement dernier, où Sarah Connor est enfermée dans ce genre d’établissement.
Le nom Hadden, dans cet album, est un hommage au personnage du roman Contact de Carl Sagan, Sol Hadden, que l’on retrouve sous le nom de S.R. Hadden dans l’adaptation au cinéma par Robert Zemeckis en 1997 (il y est interprété par John Hurt.
En parlant cette station spatiale en forme pyramidale, ce fut une petite erreur :

« […] j’avais à vrai dire précisé dans le script qu’il me fallait une forme “globalement pyramidale”, car j’avais besoin que le bureau d’Arthur Witzler soit situé tout en haut de la structure et qu’il soit relativement petit… Il se trouve que l’ami Griffo a réalisé une station spatiale complètement pyramidale ! Pas grave, on va dire que c’est un hommage à La Foire aux immortels d’Enki Bilal, qui est de toute façon une de mes BD préférées. »

— Laurent-Frédéric Bollée